# Phaenocarpa cameroni
Phaenocarpa cameroni är en stekelart som beskrevs av Papp 1967. Phaenocarpa cameroni ingår i släktet Phaenocarpa och familjen bracksteklar. Inga underarter finns listade i Catalogue of Life.